# Escritório Oval de Estudo
O Escritório Oval de Estudo é o escritório de trabalho do presidente dos Estados Unidos. Localizado na Ala Oeste da Casa Branca, ele faz ligação com o Salão Oval, o escritório cerimonial do presidente. O Escritório Oval de Estudo é um dos cômodos de um conjunto de salas acessadas por uma pequena passagem fora do Salão Oval, que inclui o banheiro privativo e a sala de jantar do presidente.

## Galeria
- George H. W. Bush fala ao telefone no Escritório Oval de Estudo.
- Barack Obama fala ao telefone no Escritório Oval de Estudo.
- Barack Obama no Escritório Oval de Estudo; o interior do Escritório Oval pode ser visto através da porta aberta